# Powrotna droga
Powrotna Droga – powieść Karola Bunscha z 1971 roku, należąca do cyklu "Powieści Piastowskie". Tłem historycznym jest II najazd tatarski z 1258 i rozbicie Jaćwingów przez księcia krakowskiego Bolesława V Wstydliwego i księcia sieradzkiego Leszka Czarnego z 1264. Bohaterami powieści są Jasiek i Sławka, których zmienne koleje losu połączyły we wspólnej niedoli. Śmierć rodziców zmusza ich do walki o przetrwanie w bardzo trudnych czasach, jednocześnie łącząc nadzwyczaj silną więzią i uczuciem.
Akcja powieści zaczyna się w oblężonym przez Tatarów Sandomierzu. Trójce dzieci: Jaśkowi Główce i dzieciom brata kasztelana Piotra z Krępy, Zbygniewa – Sławce i Pietrkowi, udaje się uniknąć rzezi. Dalej są skazani tylko na własne siły i nieprzychylną zimową porę. Ich losy komplikują się jeszcze na skutek pazerności rodziny kasztelana i samowoli książęcych urzędników. Dzieci zostają rozdzielone. Miłość Jaśka i Sławki, która zatliła się już na początku ich znajomości zostaje poddana wieloletniej próbie, w której jedynymi sprzymierzeńcami są biskup krakowski Jan Prandota i wyjęty spod prawa Wojan.